# Disc facial

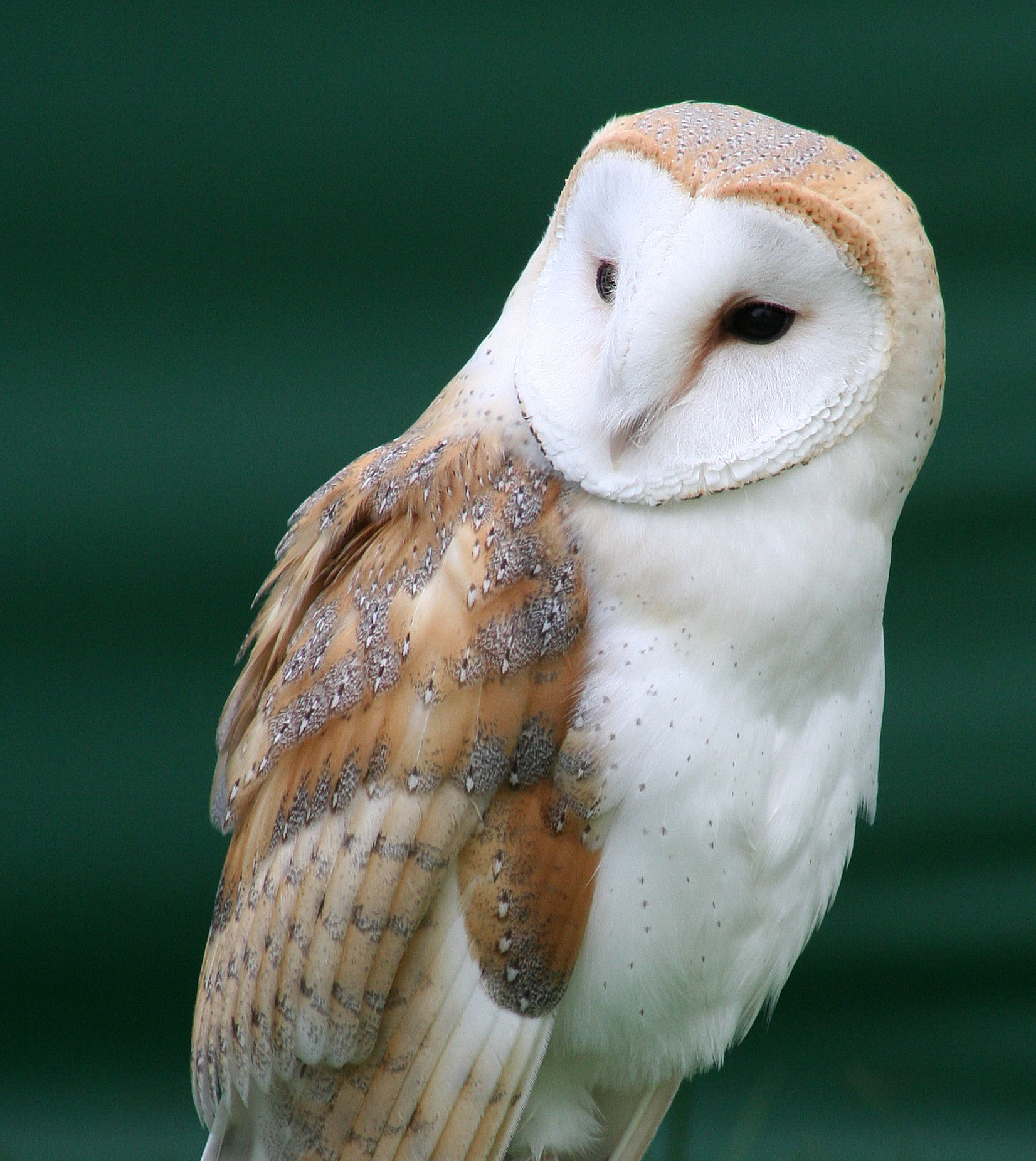
L'òliba comuna, Tyto alba, té un disc facial prominent

En ornitologia, el disc facial és la col·lecció còncava de plomes a la cara d'alguns ocells — sobretot els mussols— que envolten els ulls. La concavitat del disc facial forma un paraboloide circular que recull les ones sonores i les dirigeix cap a les orelles del mussol. Les plomes que formen aquest disc poden ser ajustades per l’ocell per alterar la distància focal d’aquest col·lector de sons, permetent a l’ocell enfocar-se a diferents distàncies i permetent-li localitzar les preses només pel so sota la neu, l’herba o la cobertura vegetal.
Altres espècies d’ocells, com les arpelles, tenen discos facials menys prominents. En les arpelles, el terme relacionat rufa facial es refereix a les plomes al voltant del coll que s'eleven en resposta al soroll, essencialment engrandint el disc facial i millorant l’audició.
L'òliba comuna té el disc facial més destacat visualment, mesurant uns 110mm (Simmons), mentre que el gamarús de Lapònia té el disc més gran de qualsevol au.